# Canton de La Salvetat-sur-Agout
Le canton de La Salvetat-sur-Agout est une ancienne division administrative française située dans le département de l'Hérault, dans l'Arrondissement de Béziers.

## Composition
| Nom                               | Code Insee | Intercommunalité                                            | Superficie (km2) | Population (dernière pop. légale) | Densité (hab./km2) |
| --------------------------------- | ---------- | ----------------------------------------------------------- | ---------------- | --------------------------------- | ------------------ |
| La Salvetat-sur-Agout (chef-lieu) | 34293      | CC des Monts de Lacaune et de la Montagne du Haut Languedoc | 87,55            | 1 110 (2014)                      | 13                 |
| Fraisse-sur-Agout                 | 34107      | CC des Monts de Lacaune et de la Montagne du Haut Languedoc | 58,46            | 340 (2014)                        | 5,8                |
| Le Soulié                         | 34305      | CC des Monts de Lacaune et de la Montagne du Haut Languedoc | 40,44            | 120 (2014)                        | 3                  |

## Représentation

### Conseillers généraux de 1833 à 2015
| Période                                  | Période                | Identité                                  | Étiquette                       | Qualité |
| ---------------------------------------- | ---------------------- | ----------------------------------------- | ------------------------------- | --- |
| 1833                                     | 1835 (décès)           | Jean Cauquil                              |                                 | Propriétaire, négociant puis juge de paix à La Salvetat-sur-Agout |
| 1835                                     | 1842                   | Louis Victor Gavoy                        |                                 | Médecin, juge de paix à La Salvetat-sur-Agout, conseiller d'arrondissement |
| 1842                                     | 1852                   | Vicomte Anne Philibert Auguste de Raynaud |                                 | Ancien officier, propriétaire à La Salvetat-sur-Agout |
| 1852                                     | 1861                   | Jean Zozime Cauquil                       |                                 | Avocat, maire de La Salvetat-sur-Agout, ancien conseiller d'arrondissement |
| 1861                                     | après 1880             | Joseph-Hortense Houlès                    | Droite                          | Médecin à La Salvetat-sur-Agout |
| après 1880                               | 1886 (décès)           | Auguste Roque                             | Républicain                     | Docteur en médecine, maire de La Salvetat-sur-Agout |
| 1886                                     | 1898                   | Anselme Roque (frère du précédent)        | Républicain                     | Maire de La Salvetat-sur-Agout |
| 1898                                     | 1919                   | Jean Gauzy                                | Rad.                            | Propriétaire - Maire de La Salvetat-sur-Agout |
| 1919                                     | 1940                   | Jean Cros                                 | PRS                             | Docteur en médecine Maire de La Salvetat-sur-Agout |
|                                          |                        |                                           |                                 | |
| 1945                                     | 1949                   | Oswald Rouanet (1910-1994)                |                                 | Ingénieur civil, Le Soulié |
| 1949                                     | 2 février 1984 (décès) | Maurice de Crozals (1911-1984)            | RPF puis RS puis RI puis UDF-PR | Médecin - Propriétaire viticole Maire de La Salvetat-sur-Agout (1947-1984) |
| 13 mars 1984                             | 1990 (décès)           | Jean Guiraud                              | PS                              | Maire de La Salvetat-sur-Agout (1984-1990) |
| 1990                                     | 1992                   | Jean-Claude Sonnier                       | UDF                             | Exploitant agricole |
| 1992                                     | 2015                   | Francis Cros                              | PS                              | Maire de La Salvetat-sur-Agout (1990-2008) Conseiller municipal depuis 2014 Ancien président de la Communauté de Communes de la Montagne du Haut-Languedoc Conseiller général délégué aux TIC et aux démarches qualités Président de la Commission de l'Aménagement rural et des Services publics, de l'Agriculture, de la Forêt et de la Préservation des territoires |
| Les données manquantes sont à compléter. |                        |                                           |                                 | |

### Conseillers d'arrondissement (de 1833 à 1940)
Le canton de La Salvetat-sur-Agout appartenait à l'arrondissement de Saint-Pons jusqu'à sa disparition en 1926.
| Période                                  | Période | Identité                             | Étiquette           | Qualité |
| ---------------------------------------- | ------- | ------------------------------------ | ------------------- | --- |
| 1833                                     | 1835    | Louis Victor Gavoy                   |                     | Médecin à La Salvetat-sur-Agout                                                                             |
| 1836                                     | 1842    | Jean Zozime Cauquil                  |                     | Maire de La Salvetat-sur-Agout                                                                              |
| 1842                                     | 1871    | Martin Cros                          |                     | Propriétaire au Soulié, notaire à Saint-Pons                                                                |
| 1871                                     |         | Camille Courrech du Pont (1825-1902) |                     | Officier de cavalerie, maire du Soulié                                                                      |
|                                          |         |                                      |                     | |
| 1925                                     | 1931    | Pierre Pistre                        | Cartel des Gauches  | Limonadier à La Salvetat-sur-Agout                                                                          |
| 1931                                     | 1940    | Jules Hérail                         | USR Front populaire | Pâtissier à La Salvetat-sur-Agout                                                                           |
| 1940                                     |         |                                      |                     | Les conseils d'arrondissement ont été suspendus par la loi du 12 octobre 1940 et n'ont jamais été réactivés |
| Les données manquantes sont à compléter. |         |                                      |                     | |

## La photo du canton

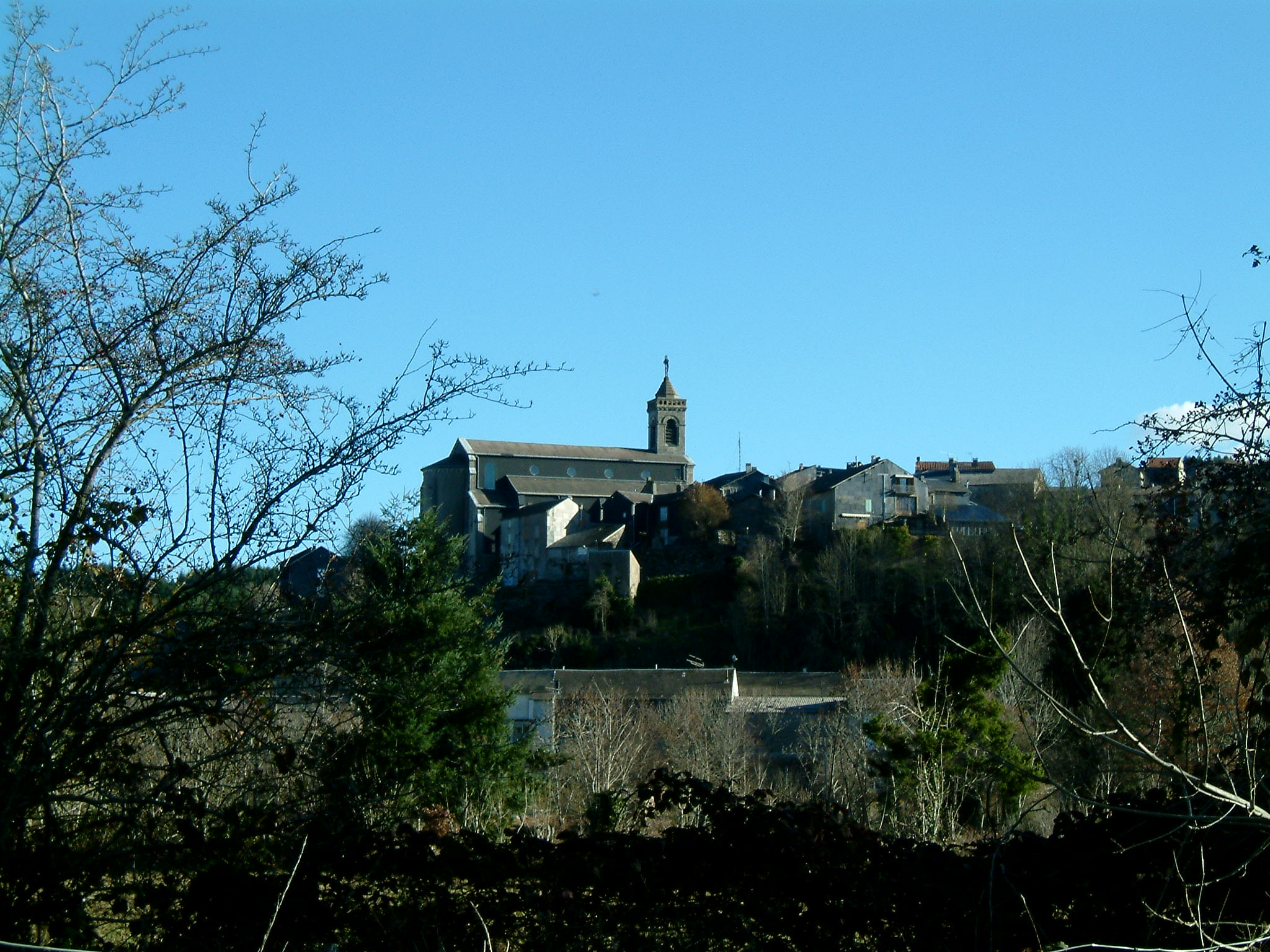
Le village de La Salvetat-sur-Agout

## Démographie
| 1962  | 1968  | 1975  | 1982  | 1990  | 1999  | 2006  | 2011  | 2012  |
| ----- | ----- | ----- | ----- | ----- | ----- | ----- | ----- | ----- |
| 2 068 | 1 775 | 1 496 | 1 547 | 1 521 | 1 561 | 1 673 | 1 608 | 1 573 |